# Geestgottberg
Geestgottberg ist ein Ortsteil der Hansestadt Seehausen (Altmark) im Landkreis Stendal in Sachsen-Anhalt.

## Geographie

### Lage

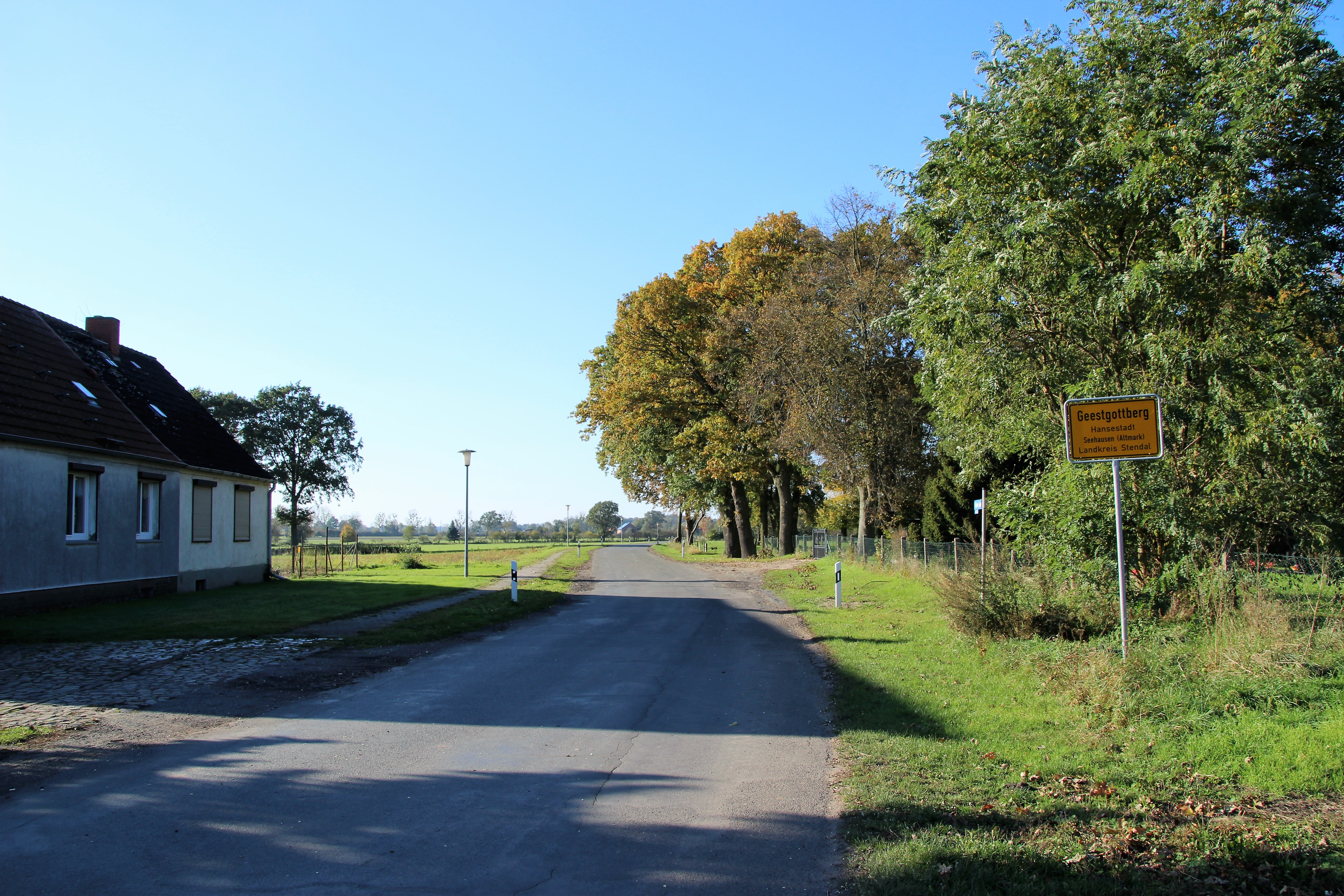
Östlicher Ortseingang

Das Reihendorf Geestgottberg liegt im Urstromtal der Elbe zwischen den Flüssen Elbe und Aland im äußersten Norden des Landkreises bzw. des Bundeslandes Sachsen-Anhalt im Biosphärenreservat Mittelelbe. In Geestgottberg überquert die Bundesstraße 189 und die Bahnlinie Magdeburg–Wittenberge die Elbe. Auf der gegenüberliegenden, nördlichen Elbseite liegt die brandenburgische Stadt Wittenberge.

### Ortsteilgliederung
Zum Ortsteil gehören:
- Am Aland, Wohnplatz am Fluss Aland, im Süden des Ortsteils
- Diebeskamp, Wohnplatz[5]
- Eickhof, ehemaliges Rittergut
- Gottberg, ehemaliges Rittergut
- Hohe Geest, früher Freigut Geesterhof,[5] im Osten des Ortsteils
- Märsche, im äußersten Norden des Ortsteils
- Krug, Burgkrug oder Burghof,[6] ehemaliger Wohnplatz an einem alten Alandarm am südlichen Alanddeich[5]

### Klima
In Geestgottberg herrscht gemäßigtes Klima. Dieses wird von Osten vom Kontinentalklima und vom Westen vom atlantischen Seeklima beeinflusst. Der durchschnittliche jährliche Niederschlag für Geestgottberg liegt bei 552 mm. Trockenster Monat ist der Februar mit einer Niederschlagsmenge von 32 mm, wohingegen der meiste Niederschlag im Juni mit durchschnittlich 63 mm fällt. Die Jahresdurchschnittstemperatur liegt bei 8,9 °C. Der statistisch wärmste Monat ist der Juli mit durchschnittlichen 17,8 °C. Der Monat Januar, als kältester Monat im Jahr, weist eine Durchschnittstemperatur von 0 °C auf.
|                        | Jan  | Feb  | Mär  | Apr  | Mai  | Jun  | Jul  | Aug  | Sep  | Okt | Nov | Dez  |   |      |
| Mittl. Temperatur (°C) | 0    | 0,4  | 3,6  | 7,9  | 12,6 | 16,1 | 17,8 | 17,5 | 14,1 | 9,5 | 4,7 | 1,5  | ⌀ | 8,9  |
| Mittl. Tagesmax. (°C)  | 2,4  | 3,2  | 7,4  | 12,4 | 17,8 | 21,1 | 22,6 | 22,4 | 18,6 | 13  | 7,2 | 3,8  | ⌀ | 12,7 |
| Mittl. Tagesmin. (°C)  | −2,4 | −2,4 | −0,1 | 3,4  | 7,5  | 11,2 | 13,1 | 12,7 | 9,6  | 6   | 2,3 | −0,7 | ⌀ | 5,1  |
|                        |      |      |      |      |      |      |      |      |      |     |     |      |   |      |
| Niederschlag (mm)      | 41   | 32   | 36   | 40   | 51   | 63   | 58   | 60   | 45   | 38  | 43  | 45   | Σ | 552  |

| −2,4 |

| −2,4 |

| −0,1 |

| 3,4 |

| 7,5 |

| 11,2 |

| 13,1 |

| 12,7 |

| 9,6 |

| 6 |

| 2,3 |

| −0,7 |

| −2,4 |

| −2,4 |

| −0,1 |

| 3,4 |

| 7,5 |

| 11,2 |

| 13,1 |

| 12,7 |

| 9,6 |

| 6 |

| 2,3 |

| −0,7 |

## Geschichte

### Mittelalter bis Neuzeit
Die Besiedlung der Region erfolgte nach der Eindeichung der Elbe durch niederländische Kolonisten etwa im 13./14. Jahrhundert. Gottberg wurde 1305 als Dorf Gotberg erwähnt.
Im Jahre 1541 wurde die ghest zu Gotbergk genannt, 1600 hieß es Ufm Geist zu Gottberge. 1686 dann Das Dorff Geist Gottberg, so auch von Bauscherege, Sengepels und die Alintschen genannt wirdt. Weitere Nennungen sind 1720 Büschewehr, Sengebeltz und 1722 Geist-Gottberg. 1804 ist Geest-Gottberg oder Geist-Gottberg ein Dorf und ein Gut mit einem Krug und zwei Windmühlen an der Elbe. Sie standen im heutigen Wohnplatz Märsche.
Märsche und Wiesen im Vorland des Elbdeiches tragen Namen wie Sengepeck oder Hexenmärsche. Dort haben Hexenverbrennungen stattgefunden.
Im Jahre 1982 wurde der Jugendbahnhof Geestgottberg der Deutschen Reichsbahn mit einem Kampfappell eingeweiht. Zu der Zeit wurde die Bahnstrecke Stendal–Wittenberge elektrifiziert und der Oberbau erneuert. Dafür hatte die Reichsbahndirektion Magdeburg gezielt junge Leute ausgewählt, die durch ihre ökonomische und gesellschaftliche Arbeit im gesamten Reichsbahnbereich einen guten Namen hatten.

### Landwirtschaft

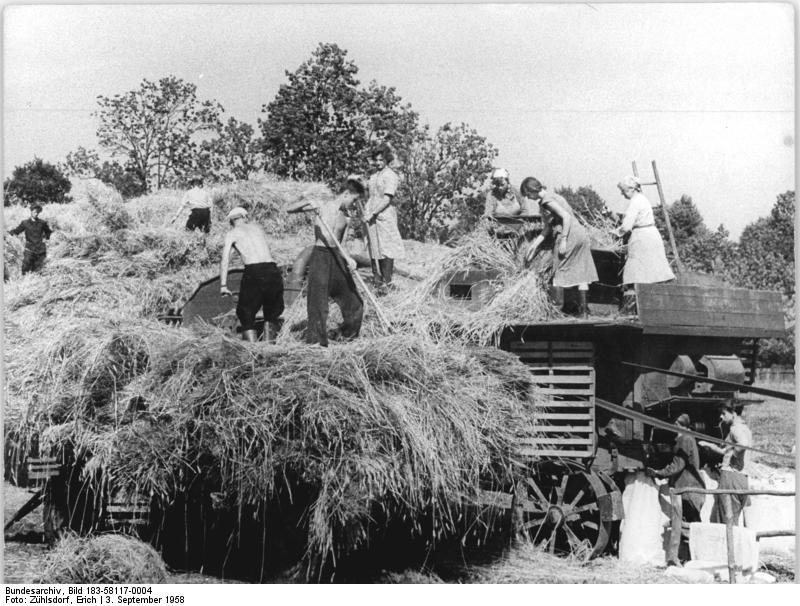
Jugendliche helfen beim Drusch in der LPG „Neues Deutschland“ (1958)

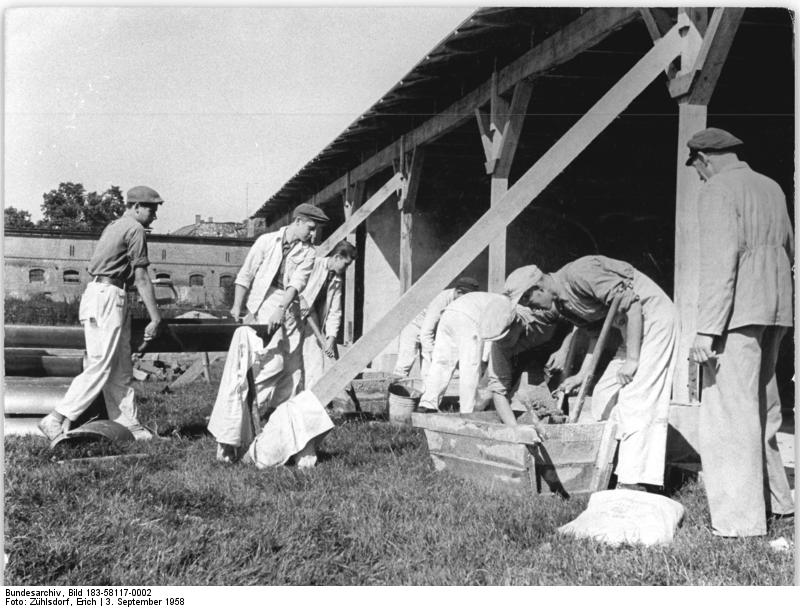
Bau eines Rinderoffenstalls in Geestgottberg (1958)

Bei der Bodenreform 1945 wurde festgestellt: 30 Besitzungen unter 100 Hektar hatten zusammen 941 Hektar, 2 Kirchenbesitzungen hatten zusammen 38 Hektar, eine Gemeindebesitzung hatte 3 Hektar. Drei Besitzungen mit zusammen 585 Hektar wurden von der SMAD verwaltet und bewirtschaftet. Enteignet wurden 3 Betriebe: ein Ackerhof, wohl der Burghof, die Rittergüter Gottberg und Eickhof. 1948 hatten aus der Bodenreform 55 Vollsiedler jeder über 5 Hektar erworben und 16 Kleinsiedler jeder unter 5 Hektar. Im Jahre 1953 entstand die erste LPG, die LPG Typ III Neues Deutschland. 1959 entstanden die zweite, eine LPG Typ I Neues Leben und eine dritte, die LPG Typ I Fortschritt. Viele Bauern wurden am Anfang der 1950er Jahre gezwungen, in die LPG einzutreten. Im Juni 1953 war bereits eine Zwangsenteignung und Zwangsdeportation von Großbauern vorbereitet worden. Der Erlass wurde aufgrund der Ereignisse um den Aufstand vom 17. Juni 1953 von der Regierung wieder aufgehoben.
1960 gehörten zur LPG Typ III Neues Deutschland 130 Mitglieder, die LPGn vom Typ I Neues Leben, Fortschritt und Aland hatten mit 29 Mitglieder. 1961 wurden die drei LPGn vom Typ I an die LPG Typ III angeschlossen und diese 1970 an die LPG Typ III Thomas Müntzer Krüden angeschlossen. Durch weitere Zusammenschlüsse entstand die LPG Lenin. Sie verfügte 1986 im Ort über eine Jungrinderanlage und eine Milchviehanlage.
Nach der deutschen Wiedervereinigung 1990 wurde die LPG in die Landwirtschaft-, Erzeuger-, Bezugs- und Absatzgenossenschaft Geestgottberg (LEBAG) umgewandelt, deren Liquidation von 1991 bis 2004 dauerte. Karsten Dittmer berichtete im Jahre 2008 aus jener Zeit in Geestgottberg über die Verhaftung von Bauern wegen Wirtschaftsspionage.

### Herkunft des Ortsnamens
Für Geest gibt es zwei Erklärungen: Geest heißt im Niederländischen Geist. Als Geest wird aber auch ein höhergelegenes, nichtfruchtbares Land (Flugsandansammlung) bezeichnet. Da hier aber schwerer fruchtbarer Wischeboden vorherrscht, erscheint die zweite Deutung unpassend.
Gottberg kann als Himmelsgott oder als Eigenname verstanden werden. Im Jahr 1246 wurde ein Bolde de Gotberge in Wittenberge als Zeuge genannt. Das Dorf Gottberg könnte auch nach einer Familie gleichen Namens benannt sein oder umgekehrt.
Aus beiden Bezeichnungen entstand der Ortsname Geest-Gottberg und später Geestgottberg.

### Vorgeschichte
Der mittelalterliche Burgwall ist abgetragen. Wahrscheinlich lag dieser Wall beim Burgkrug. In der Nähe von Geestgottberg hatte man ein Leuchtermännchen aus dem 14. Jahrhundert gefunden, das sich am Anfang des 20. Jahrhunderts im Altmärkischen Museum in Stendal befand.

### Eingemeindungen
Bis 1807 gehörte das Dorf zum Seehausenschen Kreis der Mark Brandenburg in der Altmark. Zwischen 1807 und 1813 lag es im Kanton Seehausen auf dem Territorium des napoleonischen Königreichs Westphalen. Ab 1816 gehörte die Gemeinde zum Kreis Osterburg, dem späteren Landkreis Osterburg.
Am 30. September 1928 wurde ein Teil vom Gutsbezirk Eickhof mit der Landgemeinde Geestgottberg vereinigt, der andere Teil, die Flächen des Gastwirts Schatz, wurden mit der Landgemeinde Losenrade vereinigt.
Die Gemeinde Geestgottberg kam am 25. Juli 1952 zum neu gebildeten Kreis Seehausen. Am 2. Juli 1965 war dieser Kreis wieder aufgelöst worden und Geestgottberg ist in den Kreis Osterburg umgegliedert worden. Ab dem 1. Juli 1994 gehörte die Gemeinde zum Landkreis Stendal. Bis zum 31. Dezember 2009 war Geestgottberg eine selbstständige Gemeinde mit den Wohnplätzen Eickhof, Hohe Geest und Märsche und gehörte der aufgelösten Verwaltungsgemeinschaft Seehausen (Altmark) an.
Durch einen Gebietsänderungsvertrag beschlossen die Gemeinderäte der Gemeinden Beuster (am 8. Juni 2009), Geestgottberg (am 9. Juni 2009), Losenrade (am 22. Juni 2009) und der Hansestadt Seehausen (Altmark) (am 29. Juni 2009), dass ihre Gemeinden aufgelöst und zu einer neuen Gemeinde mit dem Namen Hansestadt Seehausen (Altmark) vereinigt werden. Dieser Vertrag wurde vom Landkreis als unterer Kommunalaufsichtsbehörde genehmigt und trat am 1. Januar 2010 in Kraft.

### Einwohnerentwicklung
| Jahr | Einwohner |
| ---- | --------- |
| 1734 | 239       |
| 1775 | 257       |
| 1789 | 198       |
| 1798 | 249       |
| 1801 | 214       |
| 1818 | 265       |
| 1840 | 411       |
| 1864 | 541       |

| Jahr | Einwohner |
| ---- | --------- |
| 1871 | 458       |
| 1885 | 386       |
| 1892 | [00]467   |
| 1895 | 399       |
| 1900 | [00]360   |
| 1905 | 348       |
| 1910 | [00]354   |
| 1925 | 518       |

| Jahr | Einwohner |
| ---- | --------- |
| 1939 | 517       |
| 1946 | 894       |
| 1964 | 516       |
| 1971 | 552       |
| 1981 | 501       |
| 1993 | 493       |
| 2006 | 395       |
| 2008 | [00]382   |

| Jahr | Einwohner |
| ---- | --------- |
| 2011 | [00]350   |
| 2012 | [00]335   |
| 2014 | [00]337   |
| 2020 | [00]329   |
| 2021 | [00]332   |
| 2022 | [0]320    |
| 2023 | [0]312    |

Quelle, wenn nicht angegeben, bis 2006:

## Religion
Die evangelischen Christen aus Geestgottberg gehörten früher zur Kirchengemeinde Groß Beuster und damit zur Pfarrei Groß Beuster in der Altmark. Sie gehören heute zur Kirchengemeinde Beuster und werden betreut vom Pfarrbereich Beuster des Kirchenkreises Stendal im Bischofssprengel Magdeburg der Evangelischen Kirche in Mitteldeutschland.
Die ältesten überlieferten Kirchenbücher für Groß Beuster mit Angaben zu Geestgottberg stammen aus dem Jahre 1673.

## Politik

### Bürgermeister
Der letzte Bürgermeister der Gemeinde Geestgottberg war Karlheinz Kallmeter.

## Kultur und Sehenswürdigkeiten
- Die evangelische Dorfkirche Geestgottberg ist eine ehemalige Baubaracke aus den 1980er Jahren mit einem 2002 von einer Tischlerei aus Beuster errichteten Fachwerk-Glockenturm.[31]
- Das Geestgottberger Schöpfwerk, ein Pumpenhaus, ist ein technisches Denkmal am Geestgottberger Polder im Westen des Ortsteils.[3]
- Der Gutshof Eickhof steht unter Denkmalschutz.[3]
- Der Ortsfriedhof liegt im Osten des Ortsteils an der Straße nach Beuster.[3]
- In Geestgottberg steht ein Denkmal aus Granitblöcken für die Gefallenen des Ersten Weltkrieges.[32]

## Infrastruktur

### Verkehr

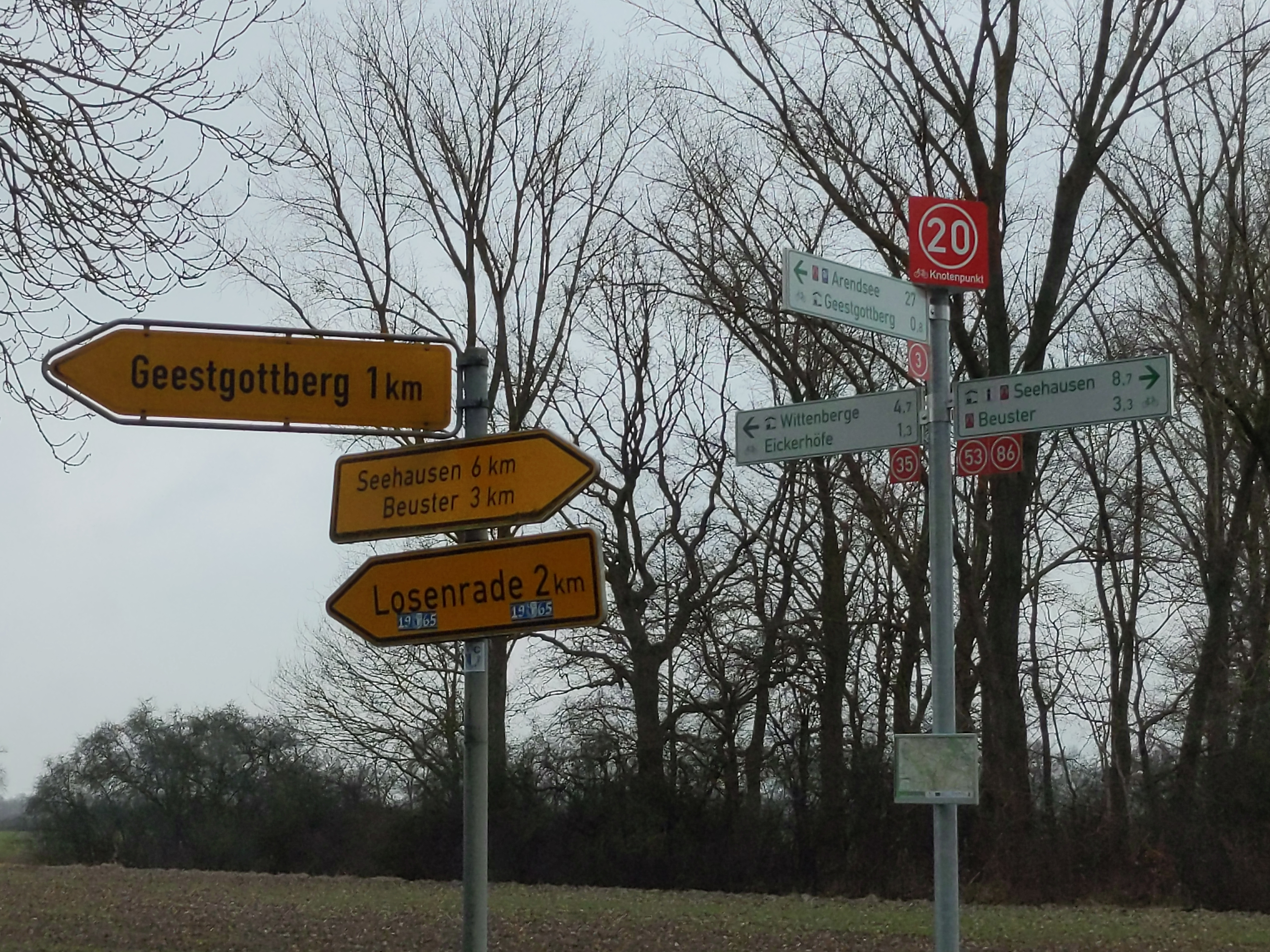
Radwegweiser nördlich des Dorfes

- Der Haltepunkt Geestgottberg liegt an der Bahnstrecke Magdeburg–Stendal–Wittenberge und wird von der Linie S1 (Schönebeck-Salzelmen–Magdeburg–Stendal–Wittenberge) der S-Bahn Mittelelbe im Stundentakt bedient. Außerdem zweigt in Geestgottberg eine Nebenbahn nach Salzwedel ab, auf der seit 2004 kein regelmäßiger Verkehr mehr stattfindet.
- Die Gemeinde liegt an der Nord-Süd-Hauptverbindung durch das nördliche Sachsen-Anhalt (Bundesstraße 189).
- Es verkehren Linienbusse und Rufbusse von stendalbus.[33]
- Nördlich des Dorfes verläuft der Fernradweg Altmarkrundkurs.

## Sage
Unter dem Namen Die brennende Lanze erzählte 1994 Hanns H. F. Schmidt die folgende Sage nach. Wo die alte Heerstraße von Krüden nach Geestgottberg den Aland überquert (heutige Alandstraße), soll eine alte Burgstelle gewesen sein, an die bis ins 20. Jahrhundert der Burgkrug erinnerte. Der Lehrer Siebert erzählte die Sage im Jahre 1901 so weiter. Die Burg war von Sümpfen umgeben und wurde vom Rittergeschlecht derer von Kracht bewohnt. Heinrich von Kracht hatte an dem Kreuzzug unter Kaiser Rotbart teilgenommen und kehrte nach mehrjähriger Abwesenheit zurück. Kurz vor der Burg erschien dem Ritter auf dem Heimwege in der Nacht eine lange feurige Lanze, die am Weg einen Brand entfachte, den er vergebens zu löschen versuchte. Als er am nächsten Morgen besorgt zur Brandstätte kam, hatte sich die Asche des verbrannten Holzes zu Gold verwandelt.